# Wilhelm Kübler

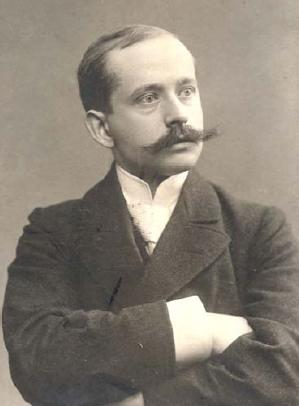
Wilhelm Kübler

Wilhelm Kübler (* 8. Mai 1873 in Berlin; † 4. Juni 1919 in Dresden) war ein deutscher Elektroingenieur und Hochschullehrer, der vor allem als Starkstromtechniker Bedeutung erlangte.
Der Sohn des Philologen und Gymnasialdirektors Otto Kübler und Bruder des Philologen und Juristen Bernhard Kübler war nach seinem Abitur 1890 zunächst ein Jahr als Praktikant bei Siemens & Halske in Berlin tätig, bevor er ein Studium an der Technischen Hochschule (Berlin-)Charlottenburg aufnahm. Nach seinem Abschluss 1895 arbeitete er bei verschiedenen Berliner Unternehmen (u. a. wiederum bei Siemens & Halske) als Ingenieur. 1902 wurde er zum außerordentlichen (ab 1905 ordentlichen) Professor an der Technischen Hochschule Dresden ernannt. Er vertrat hier bis zu seinem Tod die Lehrgebiete für Elektromaschinenbau sowie Licht-, Kraft- und Bahnanlagen. Von 1903 bis 1906 war er Herausgeber der Zeitschrift Elektrische Bahnen, Zeitschrift für das gesamte elektrische Beförderungswesen, ab 1905 Elektrische Bahnen und Betriebe, Zeitschrift für Verkehrs- und Transportwesen.
Wilhelm Kübler leitete die Schnellfahrversuche Marienfelde-Zossen mit dem AEG Drehstrom Schnelltriebwagen der im Oktober 1903, 210 km/h erreichte.

## Schriften
- Der Drehstrommotor als Eisenbahnmotor. Felix, Leipzig 1903. (Volltext bei archive.org)
- Die vermeintlichen Gefahren der elektrischen Betriebe. In: Jahrbuch der Schiffbautechnischen Gesellschaft, ISSN 0374-1222, Band 7 (1906), S. 197–263.
- Das Heylandgetriebe. In: Elektrische Kraftbetriebe und Bahnen, Band 5 (1907), Heft 27, S. 521–523.